# Agrionoptera similis
Agrionoptera similis är en trollsländeart som beskrevs av Selys 1879. Agrionoptera similis ingår i släktet Agrionoptera och familjen segeltrollsländor. IUCN kategoriserar arten globalt som livskraftig. Inga underarter finns listade i Catalogue of Life.